# 感光
感光とは、物質が光を受けて、何らかの変化を起こすことをいう。カメラや太陽電池は、感光によって動作する機器の典型例である。